# Crónica de Don Duardos de Bretaña
La Crónica de Don Duardos de Bretaña es un libro de caballerías portugués, escrito por Gonçalo Coutinho (c. 1560-1634 o 1639), que continúa la acción de la segunda parte del Palmerín de Inglaterra de Francisco de Moraes. Está dividido en tres partes y se titula Crónica do invicto D. Duardos de Bretanha, príncipe de Inglaterra, filho de Palmeirim e da princesa Polinarda. Consta de tres partes, que se conservan en diecisiete manuscritos distintos.
La primera parte de esta obra ha sido editada recientemente en el Brasil por Raúl Cesar Gouveia Fernandes con el título de Crônica de D. Duardos (Primeira Parte)  y la segunda y tercera por Nanci Romero. 

## Argumento
La historia se inicia a partir de la destrucción total de Constantinopla, después de la guerra entre turcos y cristianos. Este hecho había llevado al sabio Daliarte a trasladar a los principales protagonistas  del Palmerín de Inglaterra a la Isla Peligrosa, para criar allí a la nueva generación de héroes del linaje imperial griego. Una vez reedificadas las murallas de la ciudad, la obra comienza con la educación de  los  príncipes por Daliarte, a fin de que defiendan a su estirpe, frecuentemente  amenazada. Entre los protagonistas del libro figuran Duardos de Bretanha, Vasperaldo, Palmerín de Lacedemonia (hijo de Platir), Floris de  Lusitania y Primaleón el segundo (hijo de Florendos y Miraguarda).  